# جاستین هیث
جاستین هیث (انگلیسی: Justin Haythe؛ زادهٔ ۱۶ سپتامبر ۱۹۷۳) فیلم‌نامه‌نویس و مؤلف آمریکایی است. او نویسندهٔ فیلم‌نامهٔ جاده انقلابی (۲۰۰۸) بود که برای آن نامزد جایزه بفتای بهترین فیلم‌نامه اقتباسی شد.

## فیلم‌شناسی
| سال   | محصول                       | به‌عنوان                         | توضیحات |
| ----- | --------------------------- | ------------------------------- | ------- |
| ۲۰۰۴  | پاکسازی                     | فیلم‌نامه‌نویس و داستان‌نویس       |         |
| ۲۰۰۸  | جاده انقلابی                | فیلم‌نامه‌نویس                    |         |
| ۲۰۱۳  | خبرچین                      | فیلم‌نامه‌نویس و تهیه‌کننده اجرایی |         |
| ۲۰۱۳  | رنجر تنها                   | نویسنده                         |         |
| ۲۰۱۶  | درمانی برای سلامتی          | فیلم‌نامه‌نویس و تهیه‌کننده اجرایی |         |
| ۲۰۱۸  | گنجشک سرخ                   | فیلم‌نامه‌نویس                    |         |
| ۲۰۱۸  | بوهمین راپسودی              | تهیه‌کننده اجرایی                |         |
| ۲۰۲۲– | The Serpent Queen           | تهیه‌کننده اجرایی و نویسنده      |         |
| TBA   | چارلی جانسون در شعله‌های آتش |                                 |         |